# 4544 Xanthus
4544 Xanthus è un asteroide near-Earth del gruppo Apollo del diametro medio di 1,3 km. Scoperto nel 1989, presenta un'orbita caratterizzata da un semiasse maggiore pari a 1,0420997 au e da un'eccentricità di 0,2501436, inclinata di 14,14525° rispetto all'eclittica.
L'asteroide è dedicato alla divinità della mitologia greca Apollo, che aveva tra i suoi epiteti xanthus ovvero il biondo.